# Amedeo Baldizzone
Amedeo Baldizzone (Genova, 2 maggio 1960 – Barcellona, 13 dicembre 2020) è stato un calciatore e allenatore di calcio italiano, di ruolo difensore.
È morto in Spagna nel 2020 all'età di 60 anni.

## Carriera

### Giocatore
Cresce calcisticamente nell'Atalanta con cui esordisce in serie A il 1º aprile 1979, nella sconfitta casalinga contro l'Inter.
Dopo 2 presenze nella massima serie, passa per un anno in prestito al Forlì in Serie C1. Tornato all'Atalanta nella stagione 1980-1981, gioca 36 partite in Serie B, ma la formazione orobica a fine stagione retrocede in Serie C1. Viene quindi acquistato dal Cagliari, che gli offre l'opportunità di giocare ancora nel massimo campionato italiano. Disputa 9 partite nel campionato di Serie A 1981-1982 prima di subire un gravissimo infortunio al ginocchio nel novembre 1981.
Dopo l'infortunio subisce tre interventi chirurgici, ma non riesce a tornare in campo, nonostante un trasferimento in Serie C2 al Piacenza, e a 24 anni conclude la sua carriera.

### Allenatore
Terminata forzatamente l'attività agonistica, diventa allenatore nelle scuole calcio e nelle serie inferiori del Bergamasco.
Nella stagione 1994-1995 guida lo Zingonia alla promozione in Seconda Categoria; due anni dopo si ripete alla guida dell'Orio che guida anche nella stagione successiva in Seconda Categoria. Alla fine di quest'ultima stagione (1997-1998) lascia l'Orio per farci ritorno due anni dopo (1999-2000) in Prima Categoria, dove però non riesce a salvare la squadra che retrocede in Seconda Categoria. Nel 2002 entra nello staff tecnico della Polisportiva Casazza, sempre in provincia di Bergamo.
Nel 2008 passa sulla panchina degli Esordienti Regionali dell'AlbinoLeffe, rimanendovi fino a dicembre, e nel gennaio successivo si trasferisce a Barcellona dove apre un'attività di ristorazione.

## Palmarès

### Allenatore
- Terza Categoria: 2

Zingonia: 1994-1995
Orio: 1996-1997